# Какута Міцуйо
Какута Міцуйо (яп. 角田 光代) (нар. 8 березня 1967) — японська письменниця, новелістка, перекладачка. У даний час письменниця залучена до перекладу «Ґендзі моноґатарі», ліричного твору 11-го століття, на сучасну японську мову.

## Біографія
Какута Міцуйо народилась у місті Йокохама, префектура Канагава. 
Вона навчалась у приватній школі Со: шін у Йокохамі, після закінчення якої поступила до університету Васеда на філологічний факультет, який закінчила за спеціальністю «Художня література». У студентські роки належала до студентської театральної групи «Театр 50».
У 1988 році, ще за студентських часів, Какута Міцуйо отримала літературну премію "Кобальт Новелла" за твір «Окосама ранчі / роккусо: су» («Страва для дітей») від видавництва «Шюейшя», що був опублікований в журналі «Кобальт» цього видавництва. Авторка публікувалась під псевдонімом Сайкава Андзу. Хоч вона дебютувала в жанрі «Новели для підлітків», проте, як вона сама пізніше відмітила, це був не той жанр, в якому вона хотіла писати.
Через рік після закінчення університету Какута Міцуйо отримала літературну премію Кайєн для починаючих письменників за твір «Ко: фукуна ю: гі» («Щасливий час дозвілля»), який був виданий вже під іменем Какута Міцуйо.
У 1996 р. письменниця не лише отримала літературну премію Нома для починаючих письменників за твір «UFO в дрімоті ночі», але й номінувалась декілька разів на премію імені Акутагави Рюноске.
У 2005 р. Какута Міцуйо отримала премію імені Сандзю: го Наокі за твір «Тайган-но канодзьо» («Жінка на протилежному березі»). У цьому році вона також працює над книгою для дітей «Поїздка з викраденням».

## Перелік номінованих та отриманих літературних премій
1987 р. — номінувалась на літературну премію Субару, що проводилась в 11-й раз, за твір «Сакаагарі-га декінакунару коро» («Коли я не змогла зробити оберт назад в упорі»).
1988 р. — отримала літературну премію «Кобальт Новелла», що проводилась в 11-й раз, за твір «Окосама ранчі / роккусо: су» («Страва для дітей»).
1990 р. — отримала літературну премію Кайєн для починаючих письменників за твір «Ко: фукуна ю: гі» («Щасливий час дозвілля»).
1993 р.:
- номінувалась на літературну премію імені Акутагави Рюноске, що проводилась в 108-й раз, за твір «Вечірнє божество»;
- номінувалась на літературну премію імені Акутагави Рюноске, що проводилась в 109-й раз, за твір «Рожевий автобус»;
- номінувалась на літературну премію Нома, що проводилась в 15-й раз, за твір «Рожевий автобус».

## Телевізійні серіали (драми)
Як сценаріст Какута Міцуйо брала участь у створенні багатьох телевізійних серіалів, а саме:
- Історії зустрічей (Фудзі ТБ, 4 епізоди, 2002 р.)
  - Минуле;
  - Припущення;
  - Передбачення;
  - Повільне відновлення;
- Моє дорогоцінне побачення (TBS TV, 4 епізоди, 2004 р.)
- Жінка на протилежному березі (WOWOW, 2006 р.), де Какута Міцуйо отримала премію за видатні досягнення на фестивалі мистецтв, що проводився 61 раз.
- Паперовий місяць (NHK, 5 епізодів, 2014 р.)

## Особисте життя
У 2006 році Какута Міцуйо взяла шлюб з Іто Такамі, письменником, лауреатом премії імені Акутаґави Рюноске, проте у 2008 році, в одному з журналів була опублікована новина про їхнє розлучення. Пізніше, у 2009 році на офіційному сайті рок-групи «GOING UNDER GROUND» [Архівовано 20 жовтня 2016 у Wayback Machine.] було повідомлено про шлюб письменниці з Коно Такехіро, музикантом, наразі вже колишнім членом цієї групи.
Цікавим фактом є те, що за студентських часів Какута Міцуйо почала займатись боксом та й досі ходить у боксерській зал відомого японського боксера, Вадзіма Коічі.